# Museo archeologico delle Asturie

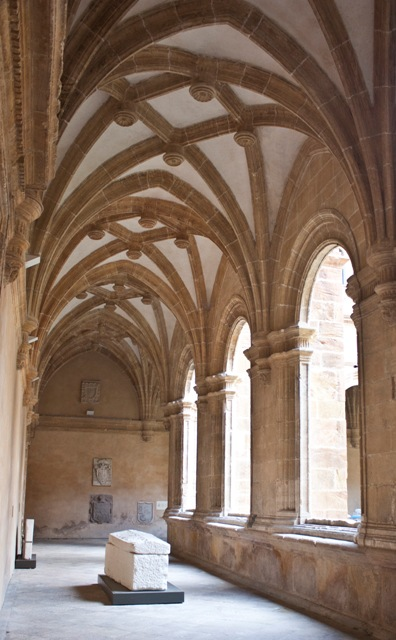
Chiostro basso del Monastero di San Vicente, ora sede del Museo Archeologico delle Asturie

ll Museo archeologico delle Asturie è un'istituzione statale-regionale, ascritta al Ministero della cultura. Dal 1991 la sua gestione è stata trasferita al Principato delle Asturie.
È un'istituzione museale di ambito regionale ed ha una lunga tradizione. Conserva la collezione materiale del lascito archeologico asturiano e svolge funzioni di conservazione e diffusione del patrimonio suddetto. Nelle Asturie, l'archeologia incomincia con un pensiero proprio attraverso due grandi percussori: Frate Benito Feijoo, un monaco benedettino che fu abate del Monastero di San Vicente, sede del Museo, e Gaspar Melchor de Jovellanos che realizzò il primo intervento archeologico nelle Asturie e le prime prospezioni nella regione.
Il Museo archeologico delle Asturie, sorge nel 1845, insieme alla commissione provinciale dei monumenti storici artistici della Provincia di Oviedo. È il museo archeologico più importante della regione asturiana, con la collezione più distaccata nel suo genere.
Creato ufficialmente nel 1944 e aperto al pubblico il 21 settembre del 1952, gode di notevoli collezioni, entrate nel museo grazie a figure come Aurelio del Llano, il Conte Vega del Sella, Manuel González-Longoria Leale I Marqués della Rodriga, Tomás Fernández Bataller, Pedro Hurlé Mansó e Sebastián de Soto Cortés. La sua collezione s'incrementa annualmente coi depositi di materiali provenienti da lavori di prospezione e scavo archeologico svolti nelle Asturie e con i risultati di donazioni private.
Il Museo archeologico delle Asturie si delinea come un'istituzione destinata a soddisfare le necessità culturali, scientifiche ed educative di tutti gli altri utenti; vale a dire che agisce come riferimento in unione agli altri musei archeologici del luogo, mantenendo relazioni con giacimenti musealizzati ed centri di interpretazione presenti nel principato asturiese, essendo il detentore delle funzioni in materia di investigazione, diffusione e conservazione del patrimonio archeologico asturiano. Dal 2004 è stato sottoposto a opere di riabilitazione ed è stato reinaugurato al pubblico il 21 marzo del 2011.

## Storia
La Commissione provinciale dei monumenti della Provincia di Oviedo del 1845 portò a termine le prime azioni per proteggere il patrimonio delle Asturie aprendo il primo museo nel 1870 nello scomparso convento di San Francisco. Il museo attuale, ubicato nel chiostro dell'antico monastero di San Vicente, sorse nel 1944 aprendo al pubblico solo negli anni 50. Da allora la collezione è cresciuta effettuando scavi, donazioni ed acquisti di pezzi. Nel 1998 il Ministero della cultura iniziò delle trattative di riabilitazione ed ampliamento del Museo che presero forma nel 2004, con il progetto degli architetti Fernando Bruno Calvo e Bernardo García Mura. La superficie del museo è stata ampliata raggiungendo 5810 m², di cui 2013 m² sono destinati all'esposizione permanente con un investimento di 16 milioni di euro.
Fortuitamente, queste opere permisero la scoperta di un bastione della primitiva muraglia di Oviedo del secolo VIII di 1,6 m di altezza e si scoprì che sui resti di questa muraglia posavano le arcate del chiostro del monastero. Si modificò il progetto iniziale per lasciare esposte queste parti della muraglia della città come un altro dei gioielli del Museo. Questa scoperta conferma l'ipotesi dello storiografo Juan Uría Ríu sul tracciato di questa muraglia inalzata ai tempi di Alfonso II.

## L'edificio
Da 1952, il museo occupa l'antico chiostro del monastero di San Vicente, un edificio con una complessa storia relazionata con l'origine della città, il cui chiostro fu dichiarato monumento nazionale nel 1934.
Si pensa che il monastero di San Vicente sia stato fondato nell'anno 761, sotto il dominio di Fruela I. Rimangono pochi resti di questo primo edificio come il chiostro attuale, iniziato nel 1530, su direzione del maestro Juan di Badajoz il Giovane e concluso da Juan di Cerecedo il Vecchio e Juan di Cerecedonel 1570.

## La collezione
L'alienazione dei beni ecclesiastici nel 1837 mise in circolazione un gran numero di opere d'arte religiose e la Commissione dei monumenti delle Asturie si occupò di riunire, durante il XIX secolo, i resti di quei monasteri e chiese abbandonate. Questo insieme di pezzi costituiscono l'origine della collezione del museo che si andò incrementando per le donazioni dei suoi membri e di collezionisti.
La principale attività fu dedicata alla restaurazione delle chiese preromaniche e man mano si andò conseguendo la riunione di pezzi provenienti dalle rovine di queste costruzioni. A principio del XX secolo, lo sviluppo dell'archeologia scientifica suppose l'ampliamento dell'orizzonte verso la Preistoria, per la presenza di arte paleolitica in Asturie.
In questo modo, durante il XX secolo, la collezione del museo si ampliò notevolmente grazie ai risultati degli interventi archeologici nelle Asturie. Ai fondi dell'antica Commissione dei Monumenti si andarono sommando le donazioni delle collezioni e durante la decade tra il 1960 e 1970 la deputazione di Oviedo portò a termine l'acquisto di diversi pezzi, mobili e oggetti. Gli acquisti più importanti furono tre collezioni, quella degli eredi di Bosco Cortés, composta di antichi reperti archeologici, la collezione numismatica di Pedro Hurlé Mansó, e la collezione di armi e monete degli eredi di Tomás Fernández Bataller.
Il progresso delle investigazioni iniziate a partire dal 1970 ampliò in modo costante la collezione dell'epoca del paleolitico, dell'età dei metalli e dell'età romana. La nascita dell'archeologia di gestione sviluppatasi maggiormente nel 1990, ha supposto l'entrata di una gran quantità di materiali di tutte le epoche, ma specialmente del Medioevo, provenienti dai centri storici delle città e cittadine asturiane, come delle numerose chiese e monasteri nei quali è intervenuta la restaurazione.

## Esposizioni permanenti

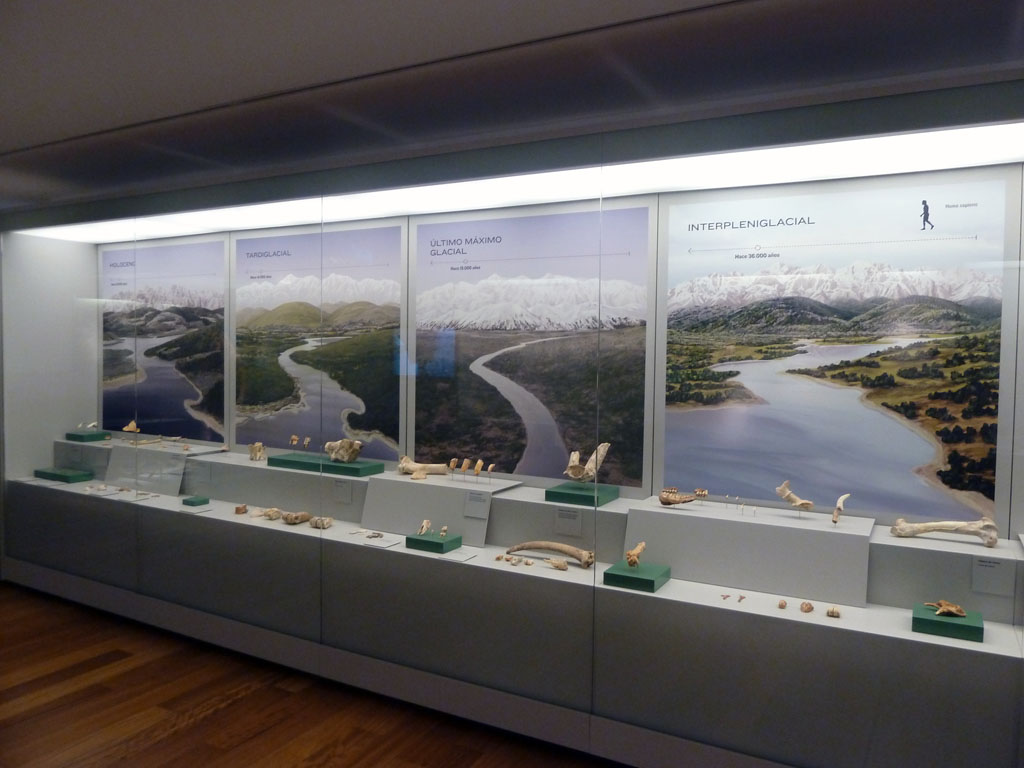
Prima pianta: condizioni ambientali nella preistoria delle Asturie

L'esposizione permanente presenta un discorso espositivo attuale e moderno.
Il percorso inizia dalle origini della prehistoria asturiense fino ad arrivare al Basso Medioevo, illustrato attraverso la cultura materiale delle genti che hanno abitato questo territorio nel corso del tempo.
L'esposizione conta cinque aree tematiche intitolate nel seguente modo:
I tempi preistorici
L'investigazione archeologica ha permesso di far luce sui modi di sostentamento di questi popoli: dalla caccia, pesca alla raccolta tramite i progressi tecnici nella fabbricazione di attrezzi da parte delle genti che si stanziarono nell’attuale Asturias. Emerge, particolarmente, la presentazione del mondo dei Nehandertal dalle ultime scoperte della grotta asturiana di Il Sidrón. L'espressione più eloquente trova luogo nell'arte paleolitica parietale e mobile. Nelle Asturie esistono quasi un centinaio di grotte con immagini di rilevante bellezza dove gli antenati autoctoni dipinsero animali, segni e rappresentazioni sommarie del corpo umano
Neolitico ed età di i metalli

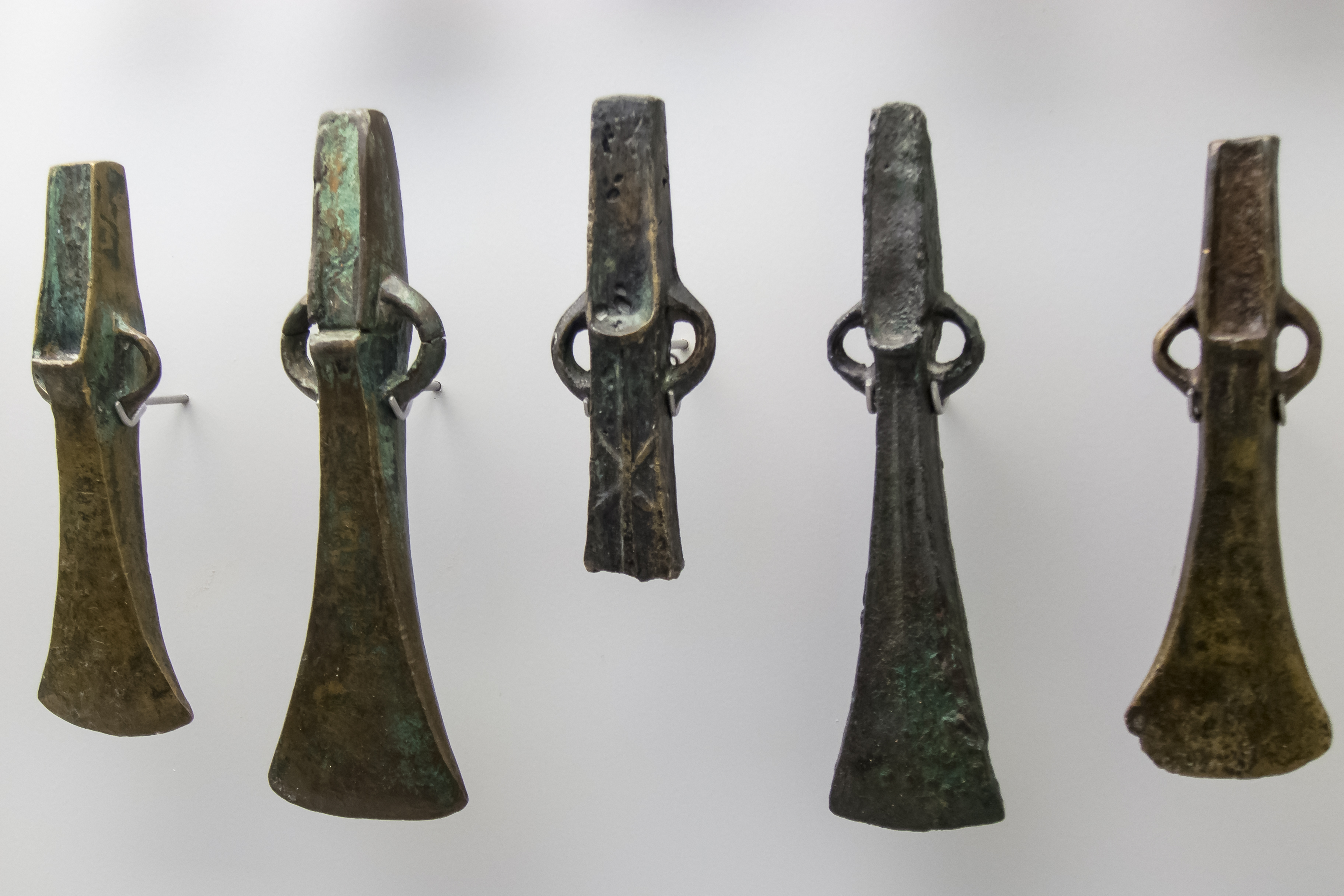
Asce di bronzo

Dal Neolitico fino all'Età del Bronzo la regione delle Asturie ebbe un drastico cambiamento culturale di fronte al modo di vita tradizionale delle società paleolitico. Le genti che la popolarono 4.500 anni fa disboscarono boschi, aprirono i primi appezzamenti di terreno dedicandosi all'allevamento e all'agricoltura. Al paesaggio asturiano si incorporarono i megaliti come riflesso di una società agricola. Tra l'altro appare uno sfruttamento intensivo delle miniere di rame e l'espansione della metallurgia, propiziando così lo sviluppo di società complesse. Durante questo periodo, le Asturie iniziano il loro lungo percorso come regione mineraria.
Il tempo dei castra
Il castrum costituisce uno degli elementi più visibili del paesaggio asturianse e fu adottato come modello di habitat nelle Asturie tra la fine dell'Età del Bronzo e l'Età del Ferro. I villaggi castreñas mantengono un carattere autarchico e si mostrano come elementi che limitano i villaggi e le comunità divise per clan.
Roma nelle Asturie
Con l'arrivo di Roma ai tempi dell'imperatore Augusto, le Asturie cominciarono a fare parte dell'Impero romano. Sotto il dominio romano, si produsse un'autentica articolazione del territorio con la creazione di centri urbani e rurali collegati per un'estesa rete viaria. Il beneficio delle miniere di oro centrò gli interessi di Roma nel settore occidentale della regione, ed i suoi giacimenti furono sfruttati a gran scala. Si svilupparono in tutto il territorio nuove attività economiche e commerciali che spinsero la trasformazione degli usi ed abitudini di una popolazione di lunga tradizione mineraria e contadina. La presenza di Roma nelle Asturie rappresentò l'entrata di questa regione nelle sfere culturali del mondo classico.
Asturie medievali

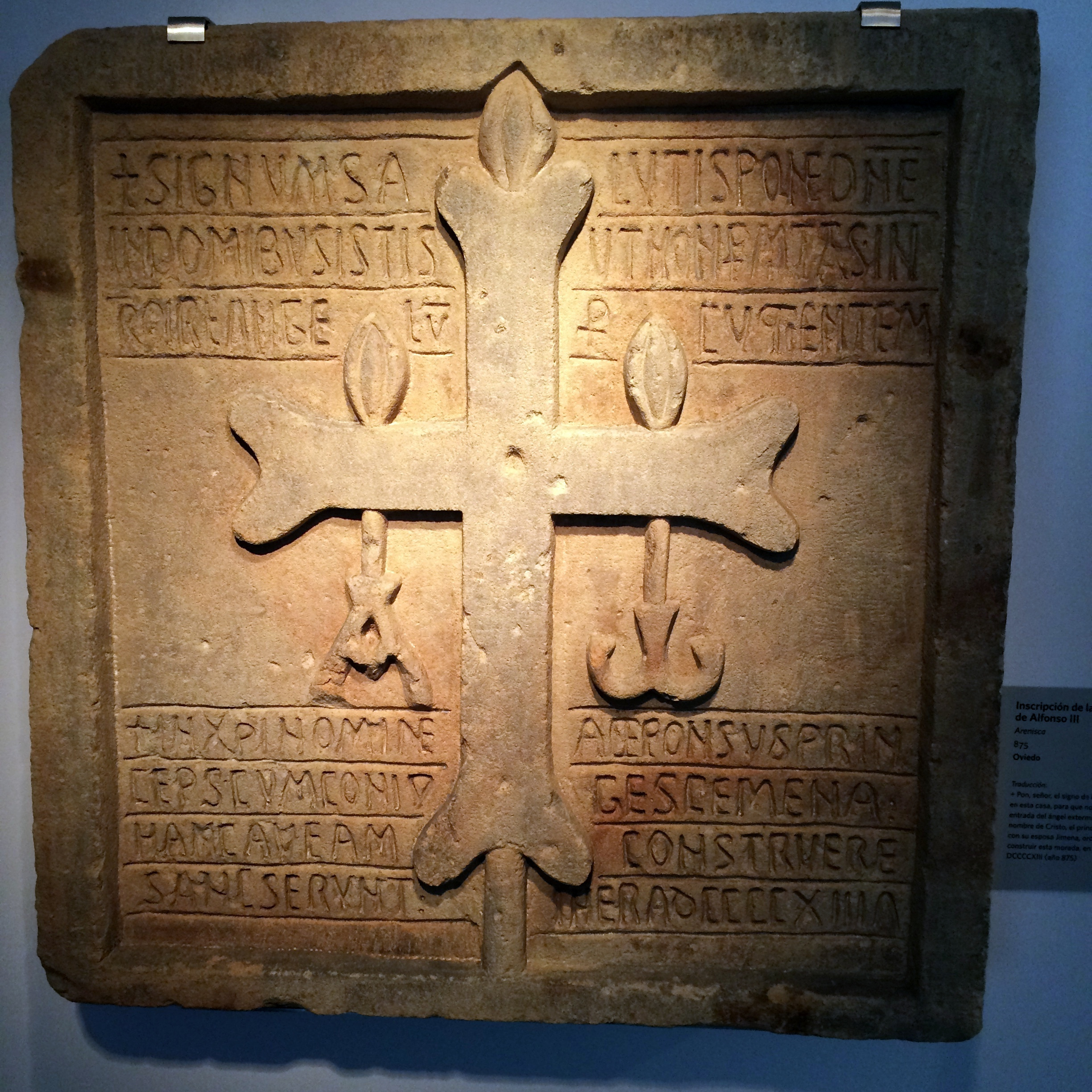
Iscrizione rinvenuta all'interno della fortezza di Alfonso III

Il Regno d'Asturia inaugura l'Età Media in questa regione. Sedi regie, chiese, monasteri e castelli costituiscono i principali centri di potere della monarchia e dell'aristocrazia altomedievali. Tuttavia, la maggioranza della popolazione campagnola viveva in piccoli villaggi in modeste abitazioni. L'Arte della Monarchia Astur, emerge per la sua originalità architettonica e ornamentale. A partire dal secolo XIII, nei nuovi centri urbani e cittadini (le polas asturiane) si concentra la popolazione e si centralizzano le funzioni amministrative, commerciali e artigianali. In queste città, si costruiscono nuove chiese romaniche e gotiche. Negli ultimi tempi medievali emerge una nuova aristocrazia che è protagonista dell'attività politica, economica e sociale della regione.
L'esposizione si completa con un'unità o sezione specifica "Di Collezione a Museo" destinata alla storia della formazione del Museo che, nel caso delle Asturie, trascorre di forma praticamente parallela agli inizi dell'archeologia scientifica nella regione.
In uno spazio annesso a questa unità tematica e come omaggio alla figura di Frate Benito di Feijoo e Montenegro, figura singolare dell'Illustrazione spagnola, abate del Monastero di San Vicente di Oviedo, si è portata a termine la ricostruzione di una cella benedettina nella zona più nobile dell'antico chiostro, tale e come era presente nell'antica esposizione del Museo. In questo modo si mantiene il riconoscimento degli asturiani, al più prolifico saggista del secolo XVIII il cui lavoro intellettuale segnò una pietra miliare nell'evoluzione del pensiero e la scienza dell'epoca.
Un'altra sezione destinata alla diffusione e valutazione delle attestazioni delle Asturie dichiarato Patrimonio Mondiale: l'arte rupestre e l'arte della Monarchia astur. Attraverso una serie di mezzi interattivi ed audiovisivi, il visitatore può contare su informazione rilevante su detto patrimonio, come sulle distinte rotte archeologiche che può realizzare per godere di quello.